# Мать (Игра престолов)
«Мать» (англ. Mhysa) — финальный эпизод третьего сезона драматического эпического фэнтезийного сериала «Игра престолов» и 30-й во всём сериале. Сценарий написали Дэвид Бениофф и Д. Б. Уайсс, режиссёром стал Дэвид Наттер. Премьера состоялась 9 июня 2013 года на канале HBO в США.
Эпизод разворачивается после событий, спровоцированных «Красной свадьбой»: Дом Фреев получает во владение Риверран, Русе Болтон назначен новым «Хранителем Севера», Дом Ланнистеров празднует очередную победу, пока Дом Грейджоев начинает новую военную кампанию. На Севере, мейстер Эймон посылает воронов, чтобы предупредить весь Вестерос о прибытии Белых ходоков. За узким морем, освобождённые рабы Юнкая восхваляют Дейенерис как их «мису», слово из вымышленного гискарского языка, означающее «мать».
Согласно данным рейтинга Нильсена, «Мать» посмотрели 5.4 миллионов зрителей в США, на 28% больше, по сравнению с финалом второго сезона, «Валар Моргулис». После его трансляции, эпизод получил в основном положительные отзывы от критиков. Эпизод получил номинацию на премию «Эмми» за лучшую операторскую работу для телесериала на 65-й церемонии вручения премии.

## Сюжет

### В Королевской Гавани
Прохладные отношения между недавно поженившимися Тирионом (Питер Динклэйдж) и Сансой (Софи Тёрнер) слегка тают, когда они оба подшучивают над их новым статусом изгоев. На собрании Малого Совета Тирион узнаёт о гибели Робба и Кейтилин Старков во время Красной свадьбы. Король Джоффри (Джек Глисон) приказывает привезти голову Робба в Королевскую Гавань, из-за чего Тирион начинает угрожать ему. Джоффри в ответ угрожает дяде и оскорбляет Тайвина (Чарльз Дэнс), который отчитывает внука за грубость и приказывает увести и успокоить его. Позже Тайвин и Тирион обсуждают убийство Старков в Близнецах и назначение Русе Болтона (Майкл Макэлхаттон) Хранителем Севера до тех пор, пока не родится и не станет совершеннолетним сын Тириона и Сансы. Тайвин отвергает предостережение Тириона о том, что северяне не простят Ланнистерам произошедшее на Красной свадьбе. Тайвин недоволен Тирионом, так как Санса до сих пор не беременна. Тирион находит Сансу в своей комнате, грустно сидящую у окна с залитым слезами лицом, и он понимает, что она уже получила грустную весть о гибели матери и брата.
Лорд Варис (Конлет Хилл) и Шая (Сибель Кекилли) обсуждают своё общее восточное прошлое, свадьбу Тириона и Сансы и то, как это повлияет на Шаю. Варис предлагает Шае мешочек с бриллиантами, в надежде, что она уплывёт в Эссос и построит новую жизнь для себя. Своим отъездом она обезопасит Тириона и позволит ему сосредоточиться на том, что у него получается лучше всего. По мнению Вариса, Тирион способен изменить жизнь Королевской Гавани в лучшую сторону. Шая думает, что это Тирион подослал к ней Вариса, и отвергает его предложение. Поздно вечером королева Серсея (Лина Хиди) навещает Тириона и говорит ему, чтобы он подарил Сансе ребёнка, ибо это сделает Сансу счастливой, как стало с Серсей после рождения Джоффри.
Джейме (Николай Костер-Вальдау), Бриенна (Гвендолин Кристи) и Квиберн (Антон Лессер) прибывают в Королевскую Гавань, и Джейме незамедлительно идёт увидеть Серсею.

### В Близнецах
Вскоре после убийства короля Севера, за стенами Близнецов нападению подвергаются знаменосцы Старка, которые проигрывают битву с Фреями. «Пёс» Сандор Клиган (Рори Макканн) и Арья (Мэйси Уильямс) с ужасом наблюдают за тем, как солдаты Фрея выставляют напоказ обезглавленный труп Робба с прибитой к нему головой его лютоволка, Серого Ветра. Позже Арья и Пёс натыкаются на четырёх людей Фрея, обсуждающих убийство Старков. Арья слезает с лошади и закалывает одного из солдат, который утверждал, что это он осквернил тело Робба. Подоспевший Пёс убивает остальных.
Утром после свадьбы Уолдер Фрей (Дэвид Брэдли) и Русе Болтон обсуждают события прошедшей ночи, побег Бриндена «Чёрной рыбы» Талли и их новые статусы лорда Риверрана и Хранителя Севера. Болтон объясняет Уолдеру, что в падении Винтерфелла участвовал его сын-бастард, Рамси Сноу (Иван Реон), которого он послал туда для захвата замка у Грейджоев. Несмотря на его приказ, что Железнорождённые могут спокойно уйти в обмен на Теона Грейджоя, Рамси содрал с них кожу и убил.

### На Севере
Бран Старк (Айзек Хэмпстед-Райт), Мира Рид (Элли Кендрик) и Жойен (Томас Броди Сангстер) прибыли в заброшенную Твердыню Ночи. Среди ночи Бран просыпается от посторонних звуков и будит своих товарищей. В Твердыню Ночи также пробираются Сэмвелл Тарли (Джон Брэдли) и Лилли (Ханна Мюррей). Увидев лютоволка, Сэм узнает Брана, сводного брата Джона. Бран просит Сэма отвезти их на Север Стены, но хотя Сэм против этой идеи, он провожает их через проход. Прежде чем разделиться, Сэм даёт группе оставшиеся ножи и наконечники из драконьего стекла и говорит, что в них есть сила, способная убить Белых Ходоков. Сэм и Лилли прибывают в Чёрный Замок, они предстают перед мейстером Эймоном (Питер Вон), который признаёт их беженцами. Эймон разрешает им остаться в замке, выслушав их рассказ о произошедших событиях, и приказывает отправить всех воронов с сообщениями о возвращении Белых Ходоков.
На пути к Стене Джон (Кит Харингтон) останавливается, чтобы отмыть раны и видит, как Игритт (Роуз Лесли) направляет на него свой лук. Джон пытается уговорить её не стрелять в него, но когда он поворачивается к ней спиной, чтобы уйти, она спускает тетиву. Несмотря на ранения тремя стрелами ему удаётся сбежать. Джон достигает Чёрного Замка и падает без сознания с лошади. Братья Ночного Дозора вносят его в замок, где Сэм и Пип (Джозеф Алтин) узнают Джона и распоряжаются позаботиться о нём.
В Дредфорте таинственным человеком, издевавшимся над Теоном (Альфи Аллен) и кастрировавшим его, оказывается Рамси Сноу. Когда Теон умоляет Рамси убить его и прекратить его страдания, Рамси отвечает ему, что он нужен ему живым. Рамси даёт Теону прозвище «Вонючка» и избивает его до тех пор, пока Теон не признаёт своё новое имя.

### На Железных Островах
Лорд Бейлон Грейджой (Патрик Малахайд) читает письмо от Рамси Сноу, который требует отозвать армию железнорождённых  с Севера, угрожая в случае отказа сдирать с них кожу. Рамси также присылает шкатулку, в которой лежит отрезанный пенис Теона, с сообщением, что он может и дальше присылать части сына Бейлона. Несмотря на протесты его дочери Яры (Джемма Уилан), Бейлон отказывается выполнить ультиматум и говорит, что у него нет больше сына. Яра не подчиняется решению отца и берёт 50 лучших воинов и самый быстрый корабль, способный добраться до Дредфорта.

### На Драконьем Камне
В подземелье Давос (Лиам Каннингем) навещает Джендри (Джо Демпси) и, немного сблизившись с ним, рассказывает ему историю о том, как он стал лордом. Позднее Давос практикуется в чтении с принцессой Ширен (Керри Инграм) и читает письмо, посланное Ночным Дозором. Услышав колокольный звон, Давос покидает Ширен, чтобы встретиться со Станнисом (Стивен Диллэйн) и Мелисандрой (Кэрис ван Хаутен). Станнис сообщает Давосу о смерти Робба Старка, которое он приписывает к ритуалу сожжения пиявок с кровью Джендри, проведённому Мелисандрой. Мелисандра планирует принести Джендри в жертву Владыке света, и хотя Давос пытается убедить Станниса пощадить Джендри, Станнис отдаёт приказ о жертвоприношении. Ночью Давос освобождает Джендри из темницы и даёт ему лодку, на которой Джендри уплывает с Драконьего Камня.
Станнис и Мелисандра допрашивают Давоса, который признаёт, что это он освободил Джендри. Станнис приказывает казнить Давоса, но Давос говорит, что в наступающие времена он может понадобиться Станнису. Когда Станнис спрашивает, зачем ему помощь Давоса, тот показывает ему письмо от Ночного Дозора. Мелисандра бросает письмо в огонь и видит в огне приближение войны с Севера. Она говорит Станнису, что только он может спасти Север и что ему в этом поможет Давос, тем самым предотвратив его казнь.

### За Узким морем
У стен Юнкая Дейенерис (Эмилия Кларк), её советники и армия Безупречных готовы встретить рабов города и освободить их. Когда прибывают рабы, Миссандея (Натали Эммануэль) говорит им, что их освободила Дейенерис, но Дейенерис говорит им, что только они сами могут вернуть себе свободу. Толпа начинает скандировать «миса», что на гискарском языке значит «мать». Дейенерис выходит им навстречу, чтобы подойти ближе к освобождённым рабам, и толпа поднимает её на руки. Дейенерис покоится на руках толпы и улыбается, глядя, как в небе летают её драконы.

## Производство

### Сценарий

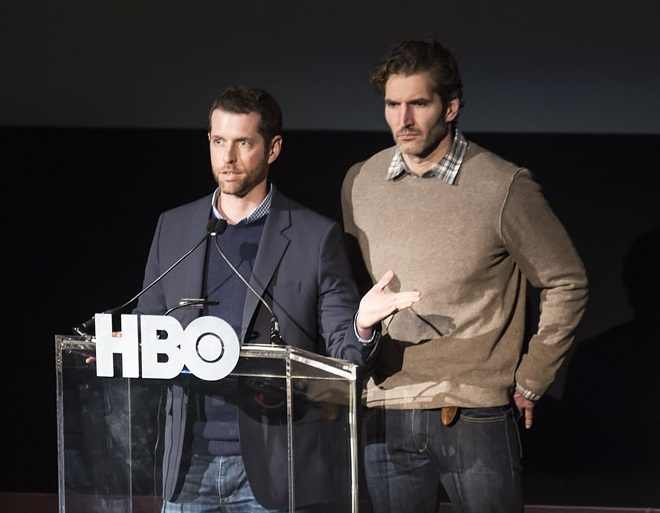
Сценарий к эпизоду написали создатели сериала Дэвид Бениофф и Д. Б. Уайсс.

Сценарий к «Матери» написали исполнительные продюсеры Дэвид Бениофф и Д. Б. Уайсс, основанный на оригинальной работе из романа Джорджа Р. Р. Мартина «Буря мечей». Главы, которые были адаптированы из «Бури мечей» в эпизод, стали главы 43, 49, с 53 по 55, 57, 63 и 64 (Дейнерис IV, Джон VI, Арья XI, Тирион VI, Давос V, Бран IV, Джейме VII, Давос VI).

### Кастинг
После отсутствия во всём втором сезоне, Питер Вон возвращается в роли мейстера Эймона, а Джозеф Алтин возвращается в роли Пипара. Эпизод также подчёркивает возвращение, после долгого отсутствия, Патрика Малахайда в роли Бейлона Грейджоя и Джеммы Уилан в роли Яры Грейджой.

## Реакция

### Телерейтинги
На своём оригинальном вещании на HBO, «Мать» посмотрели 5.4 миллионов зрителей, согласно данным рейтинга Нильсена. Это подчеркнуло рост в обзоре на 28%, по сравнению с финалом второго сезона, «Валар Моргулис», который посмотрели 4.2 миллиона зрителей. Во время второго показа, «Мать» посмотрели 900 000 зрителей за ночь, принеся в целом 6.30 миллионов. По мнению аналитиков, успех эпизода существенно помог «Игре престолов» переплюнуть «Настоящую кровь» как второй самый просматриваемый сериал канала HBO, после «Клана Сопрано».

### Реакция критиков
«Мать» в основном получила положительные отзывы от критиков, некоторые из которых обратились в решающий момент закрытия финала третьего сезона и для создания новых сюжетных линий для четвёртого.